# Šavarma
Šavarma (též šawarma či šawerma) či šaurma (arabsky شاورما‎ – šáwarmá) je druh blízkovýchodního rychlého pokrmu, který je připravovaný na rotačním grilu. Pokrm je oblíbený v rychlém občerstvení po celém arabském světě, ale také v zemích bývalého SSSR (převážně Bělorusko, Estonsko, Gruzie, Litva, Lotyšsko, Rusko, Tádžikistán, Ukrajina) ale i v Polsku nebo Izraeli, kde je pod názvem šaurma prodáváno v podstatě totéž, co je jinak (v České republice) známo jako Dürüm, döner kebab či gyros. Základem je čerstvé hovězí, jehněčí, kuřecí, skopové či telecí maso.
Nejčastěji se podává s arabskými saláty tabbouleh, fattoush, okurkou a rajčaty. To vše je pak zabalené do pitového chleba. Polevu tvoří obvykle několik surovin: tahina, hummus, nakládané vodnice a amba.
Šavarma je příbuzná řeckému gyrosu a turecké verzi kebabu, podobná je také mexickému tacos al pastor.